# Estàtua de Darios I

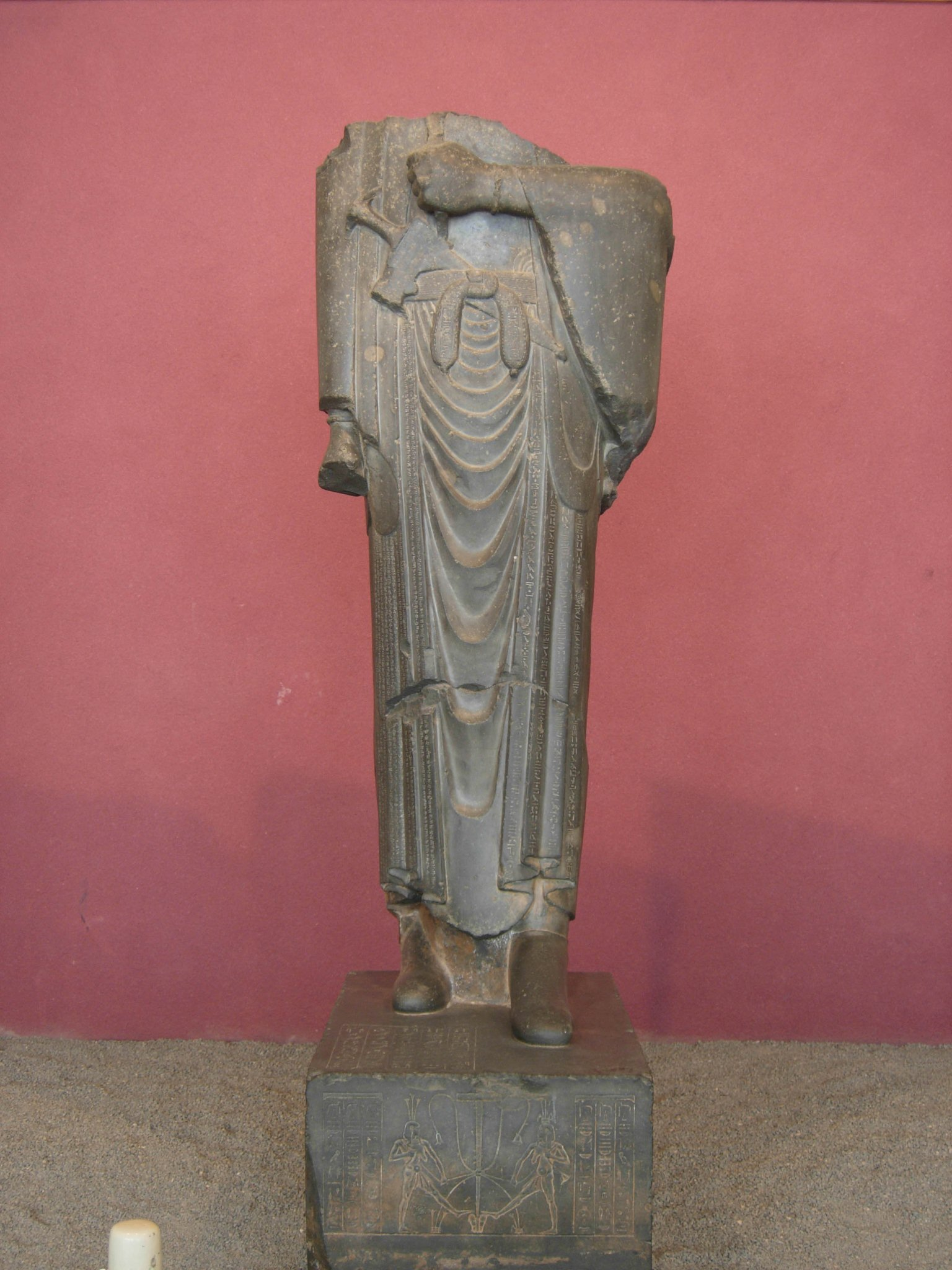
L'estàtua de front

L'Estàtua de Darios I és una peça arqueològica conservada al Museu Nacional de l'Iran, a Teheran.
Representa el rei persa Darios el Gran i la van descobrir a Susa (Iran) el 1972, durant unes excavacions al Palau de Darios per un equip francoiranià dirigit per Jean Perrot; es troba al Museu Nacional des del 1973. És una de les poques estàtues exemptes de l'època aquemènida que representa un sobirà. Va ser esculpida a Egipte i està decorada amb jeroglífics i inscripcions cuneïformes en persa antic, elamita i babiloni que especifiquen que representa Darios el Gran. Li manca el cap.
L'escultura és de grauvaca grisa i fa hui 2,46 metres. Havia de fer uns 3,5 metres amb el cap i la part superior, que no s'ha trobat pas.

## Localització
L'estàtua es va trobar a la banda oest de la porta del Palau de Darios i n'estava aixecada antany davant el flanc sud de l'entrada. Al costat nord s'alçava segurament una segona estàtua, de pedra local, però només en resten alguns fragments descoberts per Roland de Mecquenem el 1912-1913. La porta marcava l'entrada al palau: l'escultura era magnificada per la llum de l'alba.

## Descripció
El sobirà duu una túnica persa, semblant a les que figuren en els baixos relleus aquemènides. Porta un cinturó amb una daga. La beina està decorada amb fileres de toros alats. A la part de davant del cinyell el nus duu el nom de Darios en jeroglífics egipcis. El braç esquerre es doblega sobre el pit i subjectava una flor de lotus. Només la tija de la flor s'ha conservat. El braç dret cau al costat del cos. No se'n sap què sostindria en la destra tancada; duu en cada canell una fina polsera.
Darios està dempeus damunt un pedestal alt, sobre el qual s'enumeren les vint-i-quatre províncies de l'Imperi persa. La llista està escrita també en jeroglífics egipcis. Les províncies s'hi representen a l'estil egipci com a hòmens agenollats que duen la roba de la seua nació. Tenen els braços alçats. Davall cada província, un cartutx en tanca el nom en jeroglífic.
El text jeroglífic indica que l'estàtua havia estat erigida a Pithôm (Heròpolis), amb la finalitat de testificar el poder de Darios a Egipte. No és segur que hagués estat de seguida traslladada a Susa, probablement poc de temps després de la mort de Darios el Gran, per ordre de Xerxes I. Els textos trilingües cuneïformes van ser anotats in situ i traduïts per François Vallat.(3)

## Datació

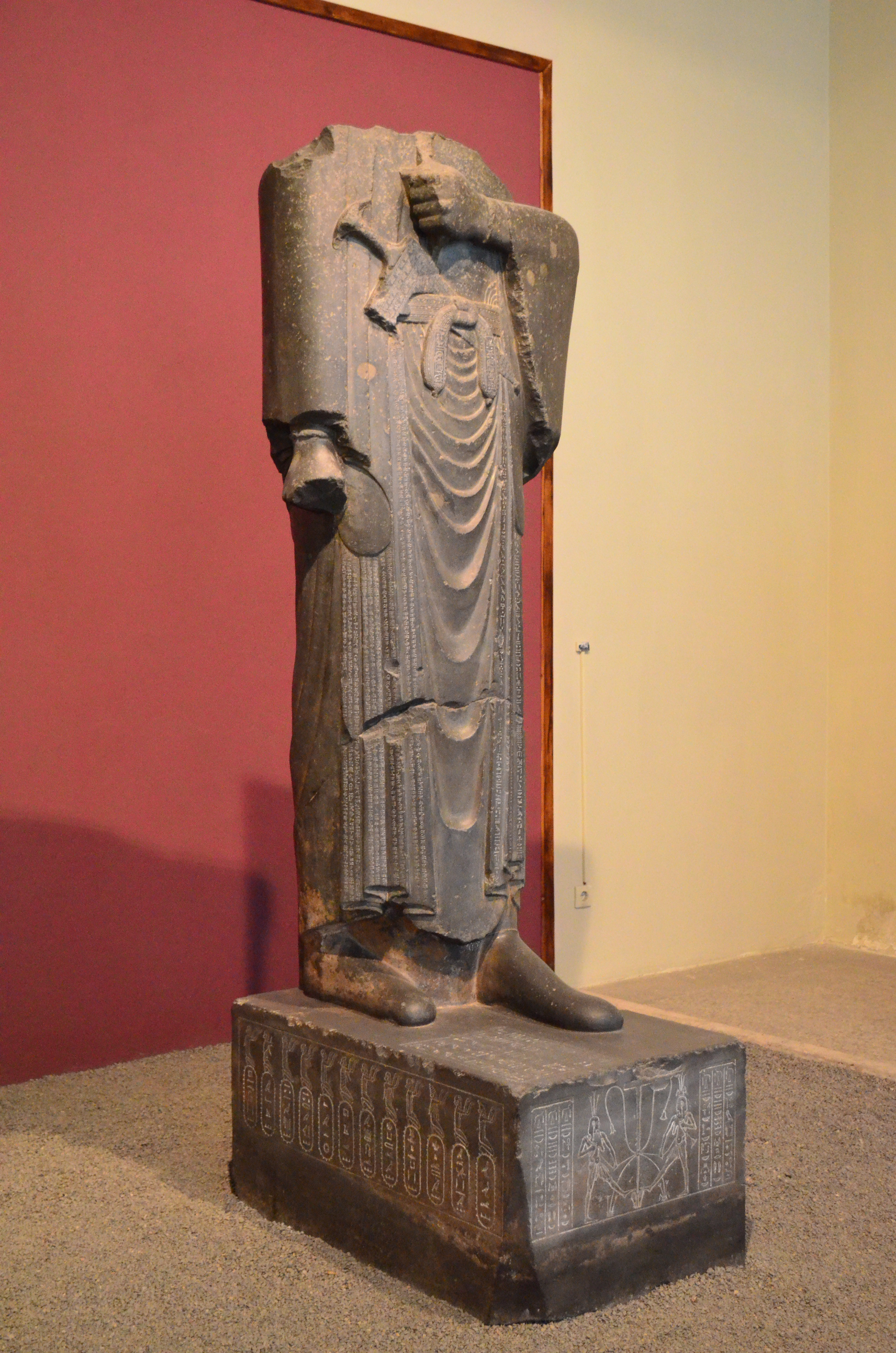
Vista de tres quarts: els jeroglífics i figures gravats en el pedestal són ben visibles

Segons la inscripció jeroglífica del nom de Darios, l'obra pot ser datada del darrer terç del seu regnat, entre el 495 i el 486 abans de la nostra era. La pedra fou extreta del Uadi Hammamat, d'Egipte. Les inscripcions permeten datar l'expedició per a la pedra entre el 496 i el 492 ae. L'organitzà l'escriba Khnoumibre, responsable de totes les expedicions des d'Egipte a Pèrsia.